# Championnat d'Argentine de football 1975
Navigation
Saison précédente Saison suivante
La saison 1975 du Championnat d'Argentine de football était la 45e édition professionnelle de la première division argentine.
La saison argentine comporte 2 championnats. Dans le championnat Metropolitano, les 20 clubs sont regroupés au sein d'une poule où chaque formation rencontre deux fois tous ses adversaires, à domicile et à l'extérieur. Le championnat Nacional regroupe les mêmes clubs ainsi que les 12 meilleurs clubs des championnats régionaux, les équipes sont réparties en 4 poules de 8 où elles s'affrontent deux fois. Une poule finale pour le titre oppose les deux premiers de chaque poule. Il peut donc y avoir 2 champions par saison.
Cette saison voit la victoire du River Plate, à la fois dans le championnat Metropolitano et dans le championnat Nacional. Il s'agit là des 15e et 16e titres de champion d'Argentine de l'histoire du club.

## Les 20 clubs participants
| \| Bs Aires La Plata Santa Fe Rosario \| Villes représentées lors de la saison 1975 (Championnat Metropolitano) |
| Bs Aires La Plata Santa Fe Rosario                                                                              |

- Boca Juniors
- San Lorenzo de Almagro
- Ferro Carril Oeste
- River Plate
- Racing Club
- Independiente
- Rosario Central
- Gimnasia y Esgrima (La Plata)
- Huracán
- Chacarita Juniors
- Vélez Sársfield
- Argentinos Juniors
- Estudiantes (La Plata)
- Atlanta
- Newell's Old Boys (Rosario)
- All Boys
- Banfield
- Colón (Santa Fe)
- Temperley - Promu de Segunda División
- Unión (Santa Fe) - Promu de Segunda División

## Première phase

### Championnat Metropolitano
Tous les classements sont établis en utilisant le barème suivant :
- Victoire : 2 points
- Match nul : 1 point
- Défaite, forfait ou abandon : 0 point

| Rang | Équipe                        | Pts | J  | G  | N  | P  | Bp | Bc | Diff |
| ---- | ----------------------------- | --- | -- | -- | -- | -- | -- | -- | ---- |
| 1    | River Plate                   | 55  | 38 | 23 | 9  | 6  | 72 | 38 | +34  |
| 2    | Huracán                       | 51  | 38 | 21 | 9  | 8  | 73 | 46 | +27  |
| 3    | Boca Juniors                  | 50  | 38 | 22 | 6  | 10 | 80 | 40 | +40  |
| 4    | Unión (Santa Fe) P            | 49  | 38 | 20 | 9  | 9  | 65 | 42 | +23  |
| 5    | Estudiantes (La Plata)        | 47  | 38 | 18 | 11 | 9  | 68 | 51 | +17  |
| 6    | Colón (Santa Fe)              | 47  | 38 | 16 | 15 | 7  | 60 | 48 | +12  |
| 7    | Rosario Central               | 41  | 38 | 15 | 11 | 12 | 75 | 51 | +24  |
| 8    | Ferro Carril Oeste            | 40  | 38 | 14 | 12 | 12 | 61 | 58 | +3   |
| 9    | Vélez Sársfield               | 39  | 38 | 13 | 13 | 12 | 50 | 47 | +3   |
| 10   | Newell's Old Boys (Rosario) T | 38  | 38 | 11 | 16 | 11 | 47 | 43 | +4   |
| 11   | San Lorenzo de Almagro        | 34  | 38 | 11 | 12 | 15 | 56 | 63 | -7   |
| 12   | Gimnasia y Esgrima (La Plata) | 34  | 38 | 11 | 12 | 15 | 55 | 71 | -16  |
| 13   | Independiente                 | 33  | 38 | 12 | 9  | 17 | 49 | 55 | -6   |
| 14   | Atlanta                       | 33  | 38 | 13 | 7  | 18 | 62 | 69 | -7   |
| 15   | Chacarita Juniors             | 32  | 38 | 11 | 10 | 17 | 47 | 72 | -25  |
| 16   | Racing Club                   | 31  | 38 | 7  | 17 | 14 | 60 | 91 | -31  |
| 17   | Banfield                      | 28  | 38 | 7  | 14 | 17 | 57 | 73 | -16  |
| 18   | All Boys                      | 28  | 38 | 9  | 10 | 19 | 43 | 65 | -22  |
| 19   | Argentinos Juniors            | 25  | 38 | 8  | 9  | 21 | 46 | 70 | -24  |
| 20   | Temperley P                   | 25  | 38 | 7  | 11 | 20 | 44 | 77 | -33  |

|  | Qualification pour la Copa Libertadores 1976 |

## Deuxième phase

### Championnat Nacional
| \| Bs Aires La Plata Rosario Santa Fe Mar del Plata Jujuy Mendoza Salta Tucumán Córdoba Posadas Cipolletti Junín San Juan \| Villes représentées lors de la saison 1975 (Championnat Nacional) |
| Bs Aires La Plata Rosario Santa Fe Mar del Plata Jujuy Mendoza Salta Tucumán Córdoba Posadas Cipolletti Junín San Juan                                                                         |

Tous les clubs ayant participé au championnat Metropolitano et les 12 meilleures équipes régionales sont réparties en quatre poules où les clubs s'affrontent deux fois, à domicile et à l'extérieur. Les deux premiers de chaque poule sont qualifiés pour la poule finale pour le titre.

#### Poule A
| Rang | Équipe                       | Pts | J  | G  | N | P  | Bp | Bc | Diff |
| ---- | ---------------------------- | --- | -- | -- | - | -- | -- | -- | ---- |
| 1    | River Plate                  | 25  | 16 | 12 | 1 | 3  | 41 | 17 | +24  |
| 2    | Estudiantes (La Plata)       | 21  | 16 | 7  | 7 | 2  | 24 | 18 | +6   |
| 3    | Huracán                      | 19  | 16 | 9  | 1 | 6  | 31 | 21 | +10  |
| 4    | Gimnasia y Esgrima (Mendoza) | 19  | 16 | 7  | 5 | 4  | 22 | 16 | +6   |
| 5    | All Boys                     | 13  | 16 | 5  | 3 | 8  | 22 | 34 | -12  |
| 6    | San Martín (Tucumán)         | 12  | 16 | 4  | 4 | 8  | 23 | 31 | -8   |
| 7    | Vélez Sársfield              | 10  | 16 | 3  | 4 | 9  | 20 | 30 | -10  |
| 8    | Cipolletti (Rio Negro)       | 8   | 16 | 2  | 4 | 10 | 19 | 32 | -13  |

|  | Qualification pour la phase finale |

#### Poule B
| Rang | Équipe                        | Pts | J  | G  | N | P  | Bp | Bc | Diff |
| ---- | ----------------------------- | --- | -- | -- | - | -- | -- | -- | ---- |
| 1    | Atlético Tucumán              | 23  | 16 | 10 | 3 | 3  | 29 | 22 | +7   |
| 2    | San Lorenzo de Almagro T      | 22  | 16 | 10 | 2 | 4  | 34 | 22 | +12  |
| 3    | Argentinos Juniors            | 20  | 16 | 9  | 2 | 5  | 35 | 35 | 0    |
| 4    | Boca Juniors                  | 16  | 16 | 8  | 0 | 8  | 39 | 31 | +8   |
| 5    | Aldosivi (Mar del Plata)      | 14  | 16 | 6  | 2 | 8  | 23 | 29 | -6   |
| 6    | Juventud Alianza (San Juan)   | 12  | 16 | 6  | 0 | 10 | 24 | 39 | -15  |
| 7    | Gimnasia y Esgrima (La Plata) | 11  | 16 | 4  | 3 | 9  | 27 | 31 | -4   |
| 8    | Ferro Carril Oeste            | 11  | 16 | 4  | 3 | 9  | 21 | 26 | -5   |

|  | Qualification pour la phase finale |
|  | T : Tenant du titre                |

#### Poule C
| Rang | Équipe                     | Pts | J  | G  | N | P  | Bp | Bc | Diff |
| ---- | -------------------------- | --- | -- | -- | - | -- | -- | -- | ---- |
| 1    | Rosario Central            | 25  | 16 | 10 | 5 | 1  | 21 | 8  | +13  |
| 2    | Gimnasia y Esgrima (Jujuy) | 21  | 16 | 8  | 5 | 3  | 20 | 12 | +8   |
| 3    | Independiente (CL)         | 19  | 16 | 6  | 7 | 3  | 30 | 20 | +10  |
| 4    | Belgrano (Córdoba)         | 17  | 16 | 7  | 3 | 6  | 26 | 23 | +3   |
| 5    | Unión (Santa Fe)           | 16  | 16 | 5  | 6 | 5  | 23 | 19 | +4   |
| 6    | Chacarita Juniors          | 10  | 16 | 3  | 4 | 9  | 16 | 33 | -17  |
| 7    | Jorge Newbery (Junín)      | 9   | 16 | 3  | 3 | 10 | 14 | 24 | -10  |
| 8    | Banfield                   | 7   | 16 | 3  | 3 | 10 | 20 | 30 | -10  |

|  | Qualification pour la phase finale            |
|  | Qualification pour la Copa Libertadores 1976  |
|  | (CL) : Vainqueur de la Copa Libertadores 1975 |

#### Poule D
| Rang | Équipe                      | Pts | J  | G | N | P  | Bp | Bc | Diff |
| ---- | --------------------------- | --- | -- | - | - | -- | -- | -- | ---- |
| 1    | Talleres (Córdoba)          | 22  | 16 | 9 | 4 | 3  | 38 | 23 | +15  |
| 2    | Temperley                   | 22  | 16 | 9 | 4 | 3  | 31 | 21 | +10  |
| 3    | Newell's Old Boys (Rosario) | 21  | 16 | 9 | 3 | 4  | 31 | 15 | +16  |
| 4    | Colón (Santa Fe)            | 21  | 16 | 9 | 3 | 4  | 34 | 27 | +7   |
| 5    | Racing Club                 | 17  | 16 | 7 | 3 | 6  | 36 | 30 | +6   |
| 6    | Atlanta                     | 15  | 16 | 7 | 1 | 8  | 29 | 35 | -6   |
| 7    | Juventud Antoniana (Salta)  | 11  | 16 | 2 | 7 | 7  | 17 | 24 | -7   |
| 8    | Bartolomé Mitre (Misiones)  | 1   | 16 | 0 | 1 | 15 | 10 | 52 | -42  |

|  | Qualification pour la phase finale |

#### Poule finale
| Rang | Équipe                     | Pts | J | G | N | P | Bp | Bc | Diff |
| ---- | -------------------------- | --- | - | - | - | - | -- | -- | ---- |
| 1    | River Plate                | 12  | 7 | 5 | 2 | 0 | 13 | 8  | +5   |
| 2    | Estudiantes (La Plata)     | 11  | 7 | 5 | 1 | 1 | 8  | 2  | +6   |
| 3    | San Lorenzo de Almagro T   | 9   | 7 | 3 | 3 | 1 | 18 | 11 | +7   |
| 4    | Gimnasia y Esgrima (Jujuy) | 6   | 7 | 2 | 2 | 3 | 10 | 13 | -3   |
| 5    | Rosario Central            | 5   | 7 | 1 | 3 | 3 | 8  | 9  | -1   |
| 6    | Talleres (Córdoba)         | 5   | 7 | 1 | 3 | 3 | 9  | 11 | -2   |
| 7    | Atlético Tucumán           | 5   | 7 | 1 | 3 | 3 | 7  | 13 | -6   |
| 8    | Temperley                  | 3   | 7 | 1 | 1 | 5 | 9  | 15 | -6   |

|  | Qualification pour le barrage pré-Copa Libertadores 1976 |
|  | Qualification pour la Copa Libertadores 1976             |
|  | T : Tenant du titre                                      |

### Barrage pré-Libertadores
Le club de River Plate ayant gagné les deux championnats saisonniers, les vice-champions de chaque tournoi s'affrontent afin de connaître le club qualifié pour la prochaine Copa Libertadores, sur un seul match, disputé sur le terrain du Racing Club.
| Équipe 1 | Résultat | Équipe 2               |
| -------- | -------- | ---------------------- |
| Huracán  | 2 - 3    | Estudiantes (La Plata) |

## Bilan de la saison
| Championnat d'Argentine de football 1975                             |                                                                            |
| Champion                                                             | Metropolitano : River Plate (15e titre) Nacional : River Plate (16e titre) |
| Qualifications continentales                                         |                                                                            |
| Copa Libertadores 1976                                               | Independiente (tenant du titre)                                            |
| Copa Libertadores 1976                                               | River Plate                                                                |
| Copa Libertadores 1976                                               | Estudiantes (La Plata)                                                     |
| Promotions et relégations                                            |                                                                            |
| Promus en Championnat d'Argentine de football                        | Quilmes                                                                    |
| Promus en Championnat d'Argentine de football                        | San Telmo                                                                  |
| Relégués en Championnat d'Argentine de football de deuxième division | Aucun                                                                      |